# Zevar
Zevar (Sparganium) je rod jednoděložných rostlin z bývalé čeledi zevarovité. Čeleď zevarovité (Sparganiaceae) obsahovala pouze 1 rod: zevar (Sparganium). V systému APG III není čeleď zevarovitých uznávána a rod zevar je společně s rodem orobinec (Typha) dáván do čeledi orobincovitých (Typhaceae).

## Popis
Jedná se o vytrvalé rostliny s oddenky, zpravidla vodní nebo bažinné, většinou zakořeněné v zemi, výjimečně i plovoucí. Listy jsou vzpřímené nad vodou nebo i plovoucí. Jsou jednoduché, střídavé, přisedlé, uspořádané do 2 řad. Čepele jsou celistvé, čárkovité, se souběžnou žilnatinou. Květy jsou ve složených květenstvích, hustých kulovitých hlávkách (2-3 x složených), hlávky uspořádány do hroznu nebo laty. Jedná se o jednodomé rostliny, květy jsou jednopohlavné, oddělené do zvláštních částí květenství, dole jsou hlávky samičí, nahoře samčí. Okvětí je šupinovité, volné, v 1-2 přeslenech. Okvětních lístků 3-4, vzácněji 1-6. Samčí květy obsahují 3 tyčinky, vzácněji 1-6 tyčinek (závisí to na poloze květu v květenství), nejsou srostlé s okvětím ani navzájem nebo jsou nitky na bázi v různé délce srostlé. Pyl se šíří pomocí větru. V samičích květech je gyneceum složené z 1-2 plodolistů, monomerické nebo synkarpní (a pak někdy pseudomonomerické). Semeník je svrchní. Plod je dužnatý či suchý, nepukavý, jedná se o peckovici s 1 peckou nebo oříšek.

## Rozšíření ve světě
Je známo asi 20 druhů, které jsou rozšířeny v chladném a mírném pásu severní polokoule, jihovýchodní Austrálii a na Novém Zélandu, v tropech jen málo: Borneo, Nová Guinea.

## Rozšíření v Česku
V ČR můžeme v současné době potkat 3 druhy z rodu zevar (Sparganium), + 1 druh je považován v ČR za vyhynulý. Zevar vzpřímený (Sparganium erectum) má hlávky rozmístěny nejen na hlavní ose, ale i na postranních větvičkách. Je to značně variabilní druh, je rozlišováno několik poddruhů. Zevar jednoduchý (Sparganium emersum, syn.: Sparganium simplex Huds.) má hlávky pouze na hlavní ose. Oba druhy rostou poměrně hojně od nížin po nižší horské polohy a vytvářejí často monodominantní porosty v mělkých vodách. Zevar nejmenší (Sparganium natans, syn.: Sparganium minimum Wallr.) je velmi vzácný a silně ohrožený (C2) druh rostoucí v rašelinných tůňkách. Zevar úzkolistý (Sparganium angustifolium) se kdysi vyskytoval v Plešném a Černém jezeru na Šumavě, dnes je v ČR vyhynulý (A1).

## Seznam druhů
- Sparganium americanum Nuttall - Severní Amerika
- Sparganium androcladum (Engelmann) Morong - Severní Amerika
- Sparganium angustifolium Michx. - Evropa, Asie, Severní Amerika
- Sparganium emersum Rehmann - Evropa, Asie, Severní Amerika
- Sparganium erectum L. - Evropa, západní Asie
- Sparganium eurycarpum Engelmann - Severní Amerika, Mexiko, východní Asie
- Sparganium fluctuans (Engelmann ex Morong) B. L. Robinson - Severní Amerika
- Sparganium glomeratum (Beurling ex Laestadius) L. M. Newman - Evropa, Asie, Severní Amerika
- Sparganium gramineum Georgi - severní Evropa, málo Asie
- Sparganium hyperboreum Beurling ex Laestadius - severní Evropa, Asie, Severní Amerika
- Sparganium natans L. - Evropa, Asie, Severní Amerika
- a další